# یونگ پنگ
یانگ پنگ (به لاتین: Yong Peng) یک منطقهٔ مسکونی در مالزی است که در جوهور واقع شده‌است.